# 草原絲綢之路

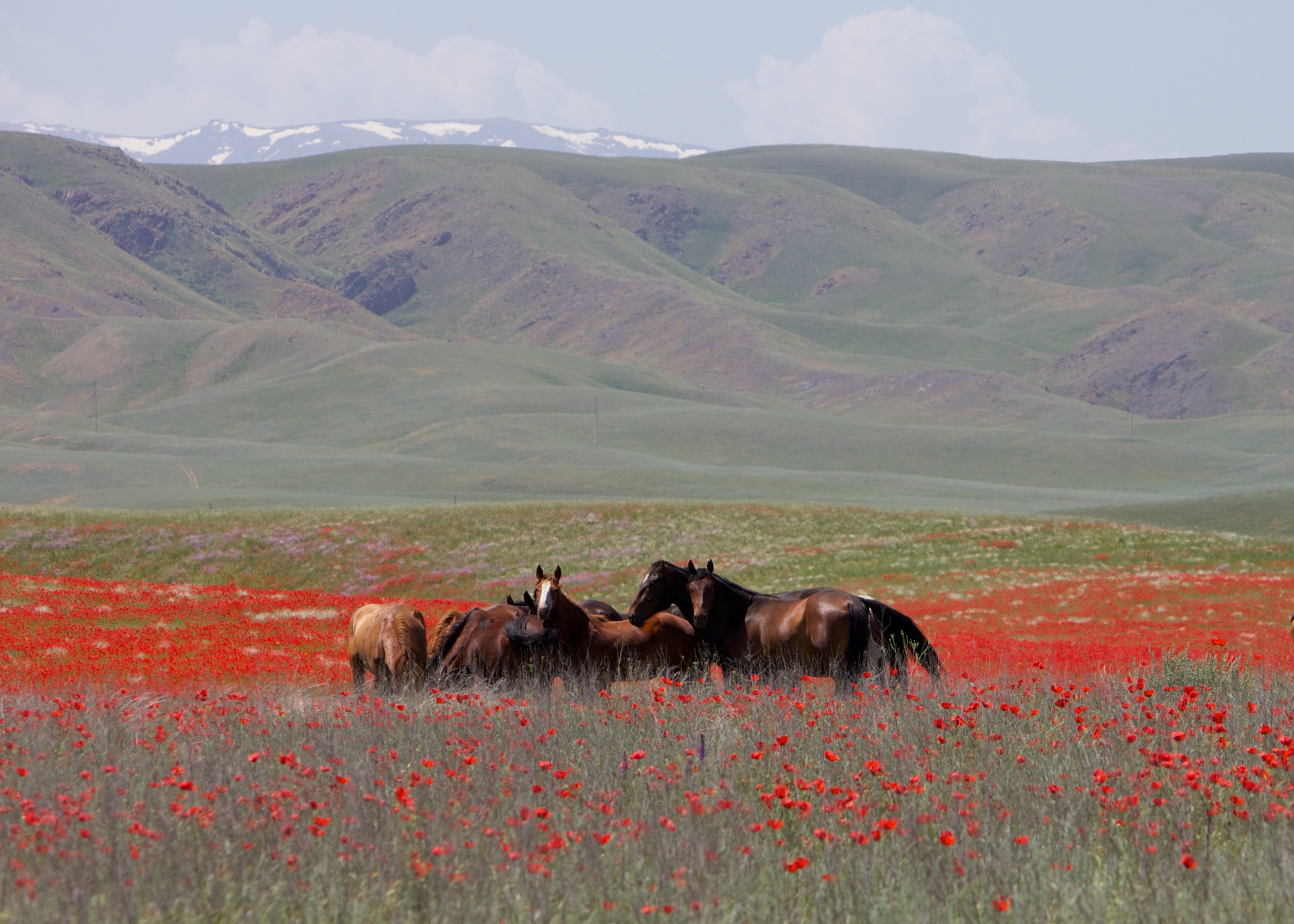
哈萨克斯坦阿拉木图市的马

草原絲綢之路，指古代时自中國中原地區向北越過長城入塞外，然後穿越蒙古高原、中西亞北部、南俄草原，西去歐洲的陸路商道。其中最重要的城市是訛答剌、塔拉斯、托克莫克。
草原丝路，西汉时就有通过当时七河地區的乌孙至蒙古高原的记载，唐时称回纥道或回鹘路，从中原正北走越過阳山+阴山以南的包括朔方郡、五原郡、云中郡、定襄郡、雁门郡的河南地区的当时叫新秦中之外的塞外，进入蒙古高原、中西亞北部、南俄罗斯草原，西去歐洲的陸路商道。其中最重要的城市是窩魯朵八里、訛答剌、塔拉斯、怛罗斯、碎叶、庭州（古车师）、豐州（秦九原郡）。

## 路線
主要包括三個部分。
- 阴山道：由關內京畿北上塞上大同雲中或中受降域。
- 參天可汗道：由塞上至回鶻、突厥牙帳哈爾和林。
- 西段：由哈拉和林往西經阿爾泰山、南俄草原等地，橫跨歐亞大陸。
- 北方：由张家口至库伦（今蒙古乌兰巴托）的张库商道[1]，民间俗称“张库大道”[2]，又称“古丝绸之路北线”，“北方丝绸之路”[3]

## 歷史
草原絲綢之路的開闢最早，大約在公元前5世紀已經形成貿易路，這與草原民族的活動有密切關係。斯基泰人、薩爾馬特人（塞迦）、月氏、烏孫、匈奴、突厥、回紇、鐵勒諸部、鮮卑、柔然、粟特、可薩人、奄蔡和蒙古民族，都活躍在草原絲綢之路上。
安史之乱后，陇右道诸州在758—776年之间陆续沦陷于吐蕃，传统丝路受吐蕃阻绝，唐人不得不选择草原丝绸与西域城邦交流。回鹘汗国灭亡后，黠戛斯、塔塔兒（阻卜）、泰赤乌、蔑儿乞、乃蛮、克烈、汪古等部族在草原征战不休，商路因此短暂衰退。十三世纪，以尼伦和迭列斤两大部落组成的蒙古民族兴起并逐步控制了整个草原商路。